# Национални пут Јапана 377
Национални пут Јапана 377 је Национални пут у Јапану, пут број 377, који спаја градове Наруто и Кан'онји, укупне дужине 129,9 км.